# Fresque
Pour l'éducation, voir Fresque (atelier participatif).
 (septembre 2015).
Si vous disposez d'ouvrages ou d'articles de référence ou si vous connaissez des sites web de qualité traitant du thème abordé ici, merci de compléter l'article en donnant les références utiles à sa vérifiabilité et en les liant à la section « Notes et références ».

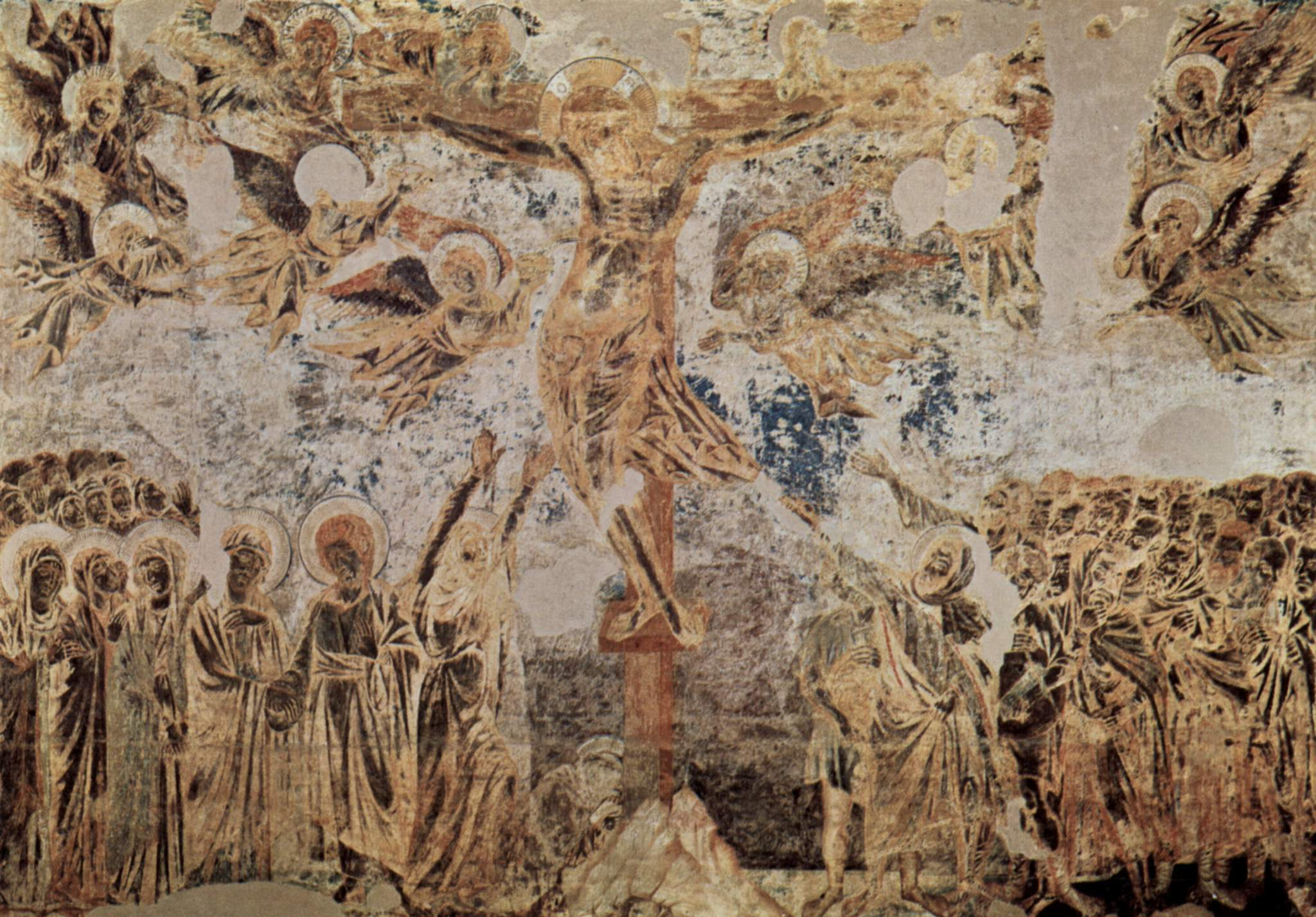
Fresque de Cimabue à Assise.

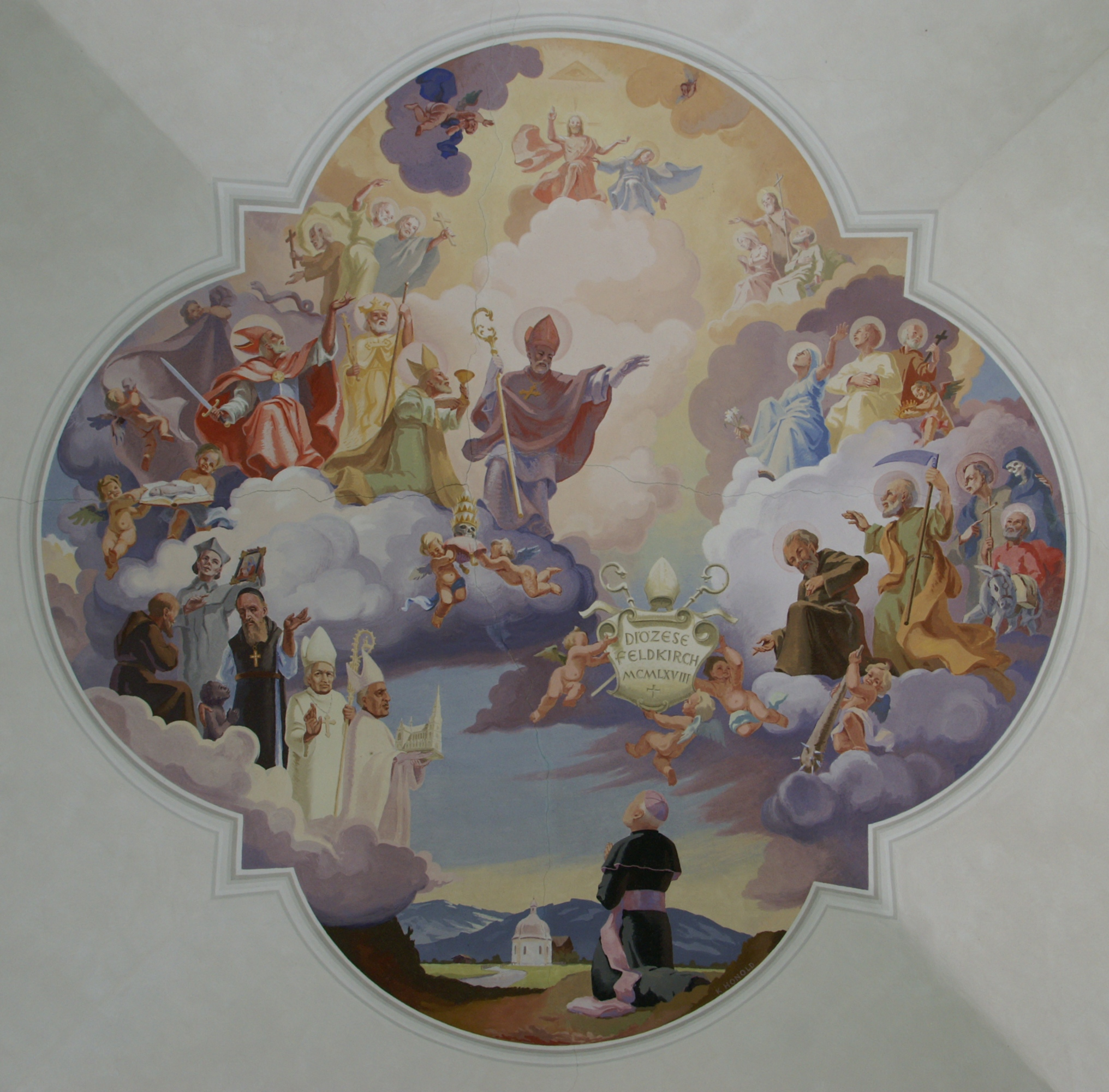
Fresque de la chapelle Sainte-Anne à Lingenau (Konrad Honold).

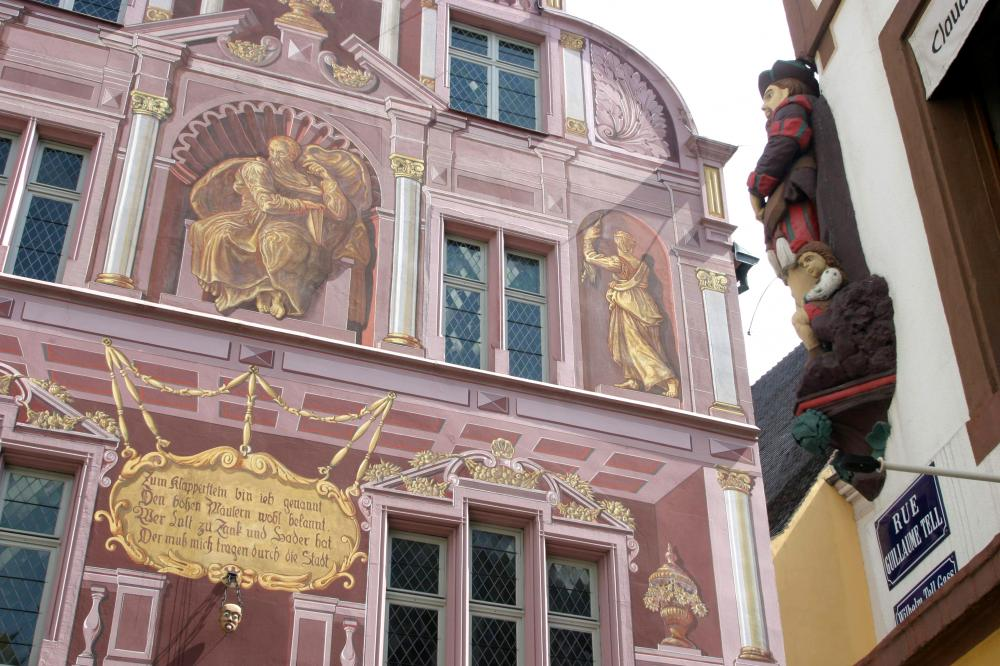
L'hôtel de ville de Mulhouse est un exemple particulièrement impressionnant de l'utilisation de la fresque en peinture murale extérieure.

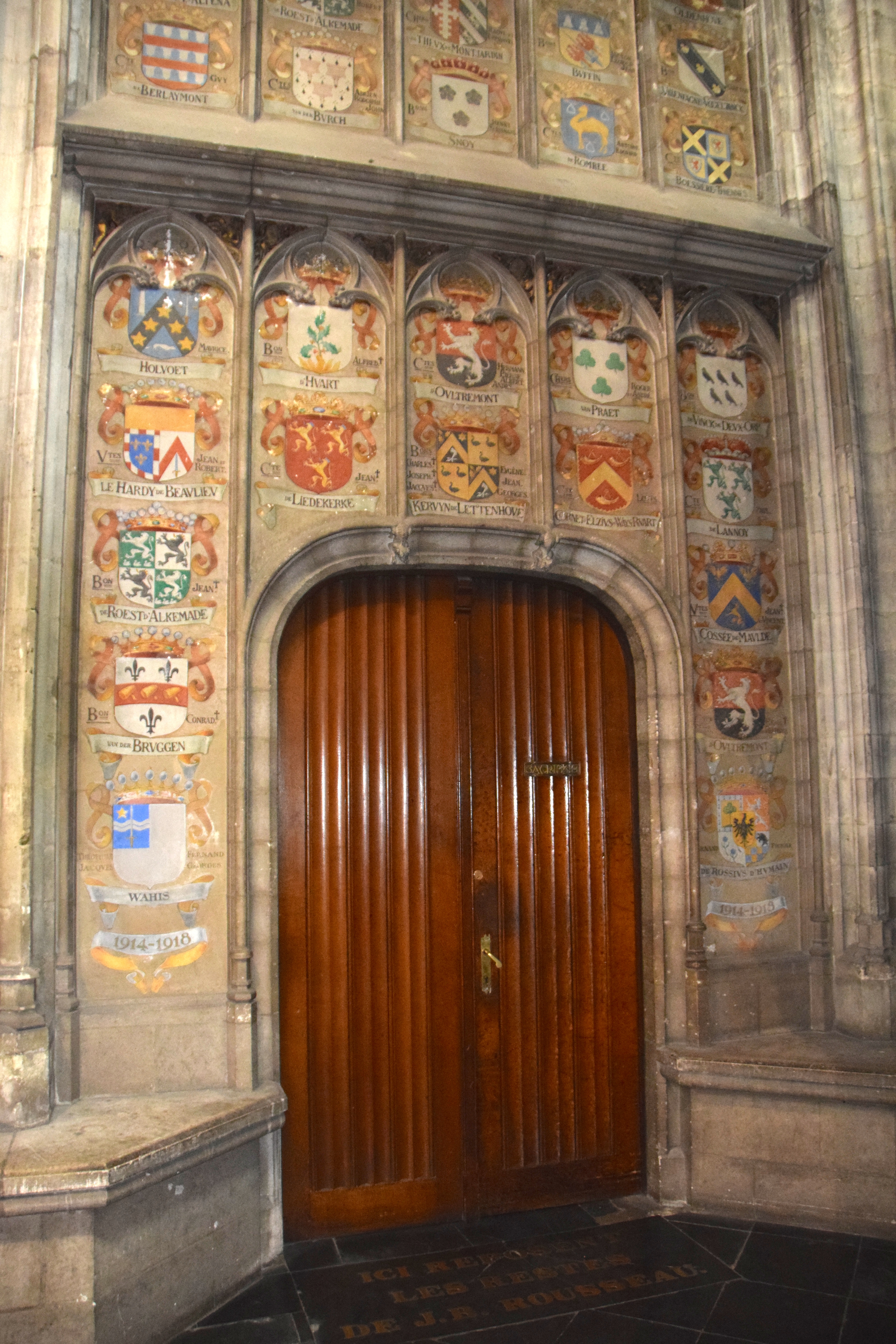
Fresques blasonnées de l'église Notre-Dame du Sablon de Bruxelles.

La fresque est une technique particulière de peinture murale dont la réalisation s'opère sur un enduit appelé intonaco, avant qu'il soit sec. Le terme vient de l'italien affresco qui signifie « dans le frais ».
Le fait de peindre sur un enduit qui n'a pas encore séché permet aux pigments de pénétrer dans la masse, et donc aux couleurs de durer plus longtemps qu'une simple peinture en surface sur un substrat. Son exécution nécessite une grande habileté, et se fait très rapidement, entre la pose de l'enduit et sa prise complète.
Dans le langage courant, le terme est souvent utilisé, par synecdoque, pour désigner la peinture murale en général, plus rarement la technique a fresco proprement dite.

## Principe de la fresque

### Principe général
Le principe de la fresque consiste à exécuter une peinture sur un enduit frais (a fresco), traditionnellement un enduit de chaux aérienne (hydroxyde de calcium).
L’exécution concerne successivement :
- Le gobbetis : cette couche n'est pas toujours nécessaire, et concerne essentiellement les supports peu ou non poreux. Elle est constituée d'un mortier très dosé en chaux et très liquide.
- L’arriccio : première couche de l'enduit, constitué d'un mortier plus grossier. Cette couche sert principalement à égaliser le support.
- L’intonaco : il s'agit de la couche de finition qui reçoit les pigments. Elle est constituée d'un mortier plus fin.
- Le lissage : après la pose des pigments, l'enduit est généralement lissé, afin de faire pénétrer au mieux les pigments dans l'enduit.

Lors du séchage, l'hydroxyde de calcium Ca(OH)2 dissous dans l'enduit frais migre vers la surface où il réagit avec le dioxyde de carbone CO2 contenu dans l'air pour former un carbonate de calcium (la calcite CaCO3), tandis que l'eau H2O s'évapore. Pendant cette réaction, les pigments sont emprisonnés dans les cristaux de carbonate de calcium qui les fixent comme s'ils faisaient partie intégrante d'une couche calcique, d'où leur pérennité.

### Fresque sur liant hydraulique[4]
La technique de la fresque est depuis longtemps associée au phénomène de carbonatation de la chaux sous l'effet du dioxyde de carbone (CO2) atmosphérique. Il était alors admis qu'une fresque ne pouvait être réalisée sur un enduit à base de liant hydraulique (ciment, chaux hydraulique).
Au début du XXe siècle et avec la généralisation du ciment artificiel, certains artistes font le pari de peindre sur des enduits de chaux hydraulique, voire de ciment.
Dans les années 1920, le Français Henri-Marcel Magne, professeur au Conservatoire national des arts et métiers, développe la technique de fresque sur ciment à la suite d'observations d'incuits détériorant les œuvres sur chaux. Selon lui, la solidité de la fresque ne repose pas tant sur la carbonatation que sur la pénétration des pigments dans la capillarité de l'enduit.
Une recherche publiée en 2013 apporte de nouveaux éléments sur la formation des surfaces de fresques.
Cette recherche porte sur l'étude comparative de deux œuvres de l'artiste Henri Maret. La première est une fresque peinte sur un enduit de chaux (1922), tandis que la seconde est peinte sur un enduit de ciment portland (1936).
Le résultat de cette recherche indique que la comparaison des couches picturales des fresques sur ciment et sur chaux montre des similitudes en termes d'insertion des pigments ; ceux-ci sont noyés dans les premiers micromètres de l'enduit.
L'ancrage des pigments s’effectue par un travail mécanique qui induit une certaine pénétration dans l’extrême surface de la pâte fraîche. La technique sur ciment montre tout particulièrement que la carbonatation (technique sur chaux) agit beaucoup trop lentement pour avoir un impact sur l'adhésion des pigments.
L'étude comparative a permis de montrer que les grains de pigments s'insèrent mécaniquement dans l'enduit frais grâce à l'eau provenant des couches sous-jacentes et du pinceau lors de l'application des couches picturales.
La différence majeure réside dans le fait qu'une fresque sur chaux est généralement lissée après la pose des pigments, technique impossible pour les fresques sur ciment, qui pourrait même se révéler destructrice pour la fresque.

## Histoire

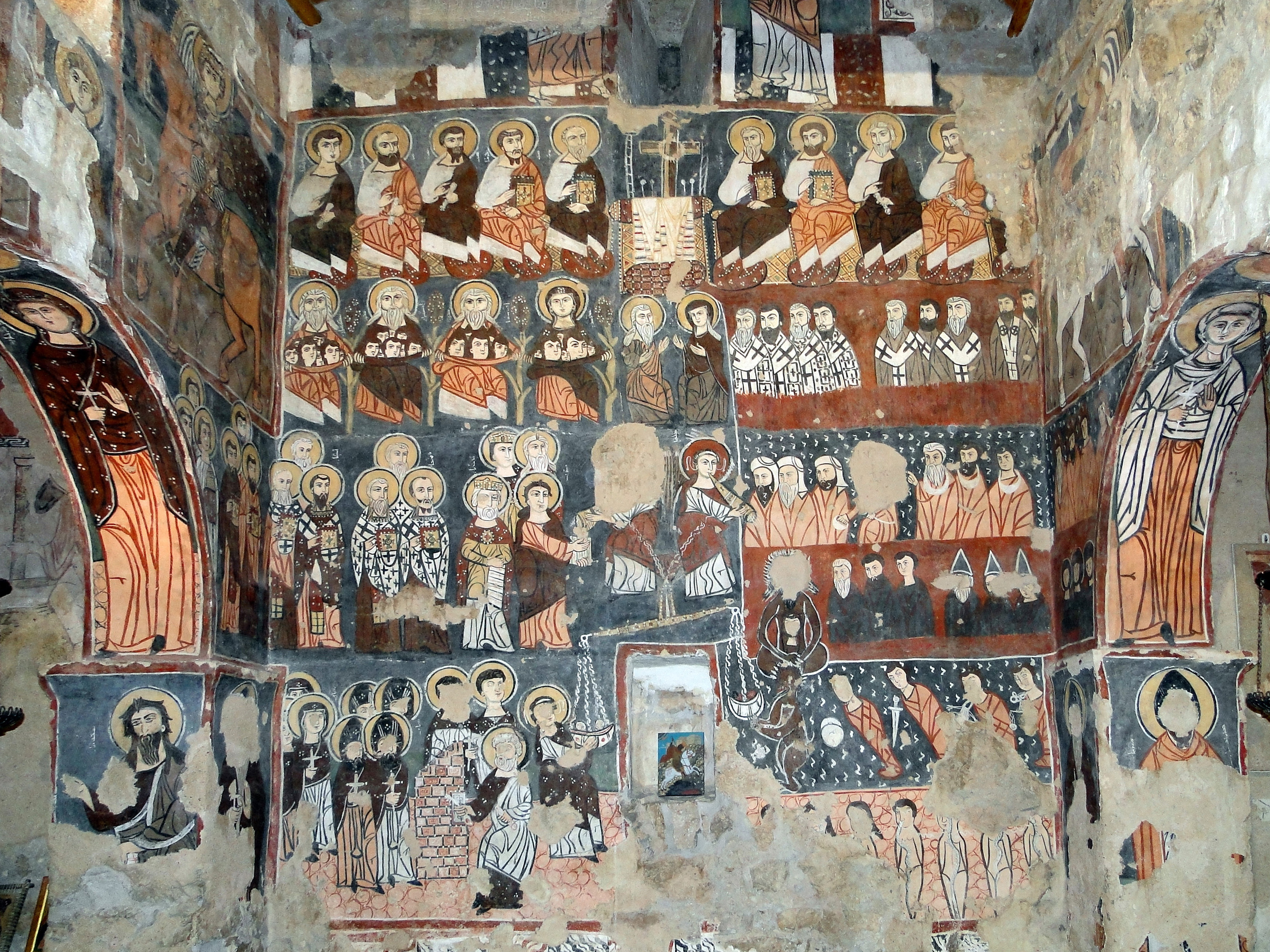
Fresque du Jugement dernier à l'intérieur de l'église du monastère de Mar Mousa en Syrie.

À Lascaux déjà, les pigments sont fixés sur les parois, comme dans une fresque, par une croûte de carbonate de calcium formée au cours des siècles. Au néolithique, on peint sur un enduit blanc sec (souvent du gypse). Vers 2500 av. J.-C. en Mésopotamie et en Égypte apparaissent les premiers fours à chaux, qui permettront à la fresque de naître en Mésopotamie vers 1800 av. J.-C. et en Crète dès 1700 av. J.-C. Les écoles asiatiques, les Grecs et les Romains développent la technique. Les formidables fresques de Pompéi nous prouvent la pérennité du procédé. En France, la technique connaît son apogée dans l’art roman qui aime la plénitude, la puissance, la monumentalité, avec un soupçon de réserve toutefois ; il est en effet courant que ces peintures soient achevées à sec. L'abbaye de Saint-Savin-sur-Gartempe, la « Chapelle Sixtine de France » en est le parfait exemple. Le style gothique réduit les surfaces planes en favorisant la lumière et la fresque disparaît, cependant certaines églises modestes telle Sillegny en Lorraine présentent de nombreuses fresques.
En Italie au contraire, au temps de la Renaissance, de Giotto à Michel-Ange, c’est un âge d’or, mais, dès le XVIe siècle, l’éclat et le modelé d’un nouveau procédé concurrencent la fresque : la peinture à l’huile. La peinture murale décline lentement et inexorablement. Au XIXe siècle et au début du XXe siècle, quelques artistes nostalgiques d’un art monumental essaient de faire revivre la fresque – avec des succès très inégaux. Les réalisations de Diego Rivera au Mexique, de Ducos de la Haille au musée des Arts africains et océaniens à Paris, ou de divers peintres en Sardaigne (notamment à Orgosolo) prouvent l’intérêt d’une conception moderne de cet art.
Parallèlement, une pratique de vraie fresque est avérée dans le monde précolombien. Elle est l’œuvre de la civilisation de Teotihuacan. Un exemple représentant peut-être la Grande déesse de Teotihuacán a été retrouvé dans le quartier Tetitla de Teotihuacan.

### Fresques antiques, médiévales et Renaissance

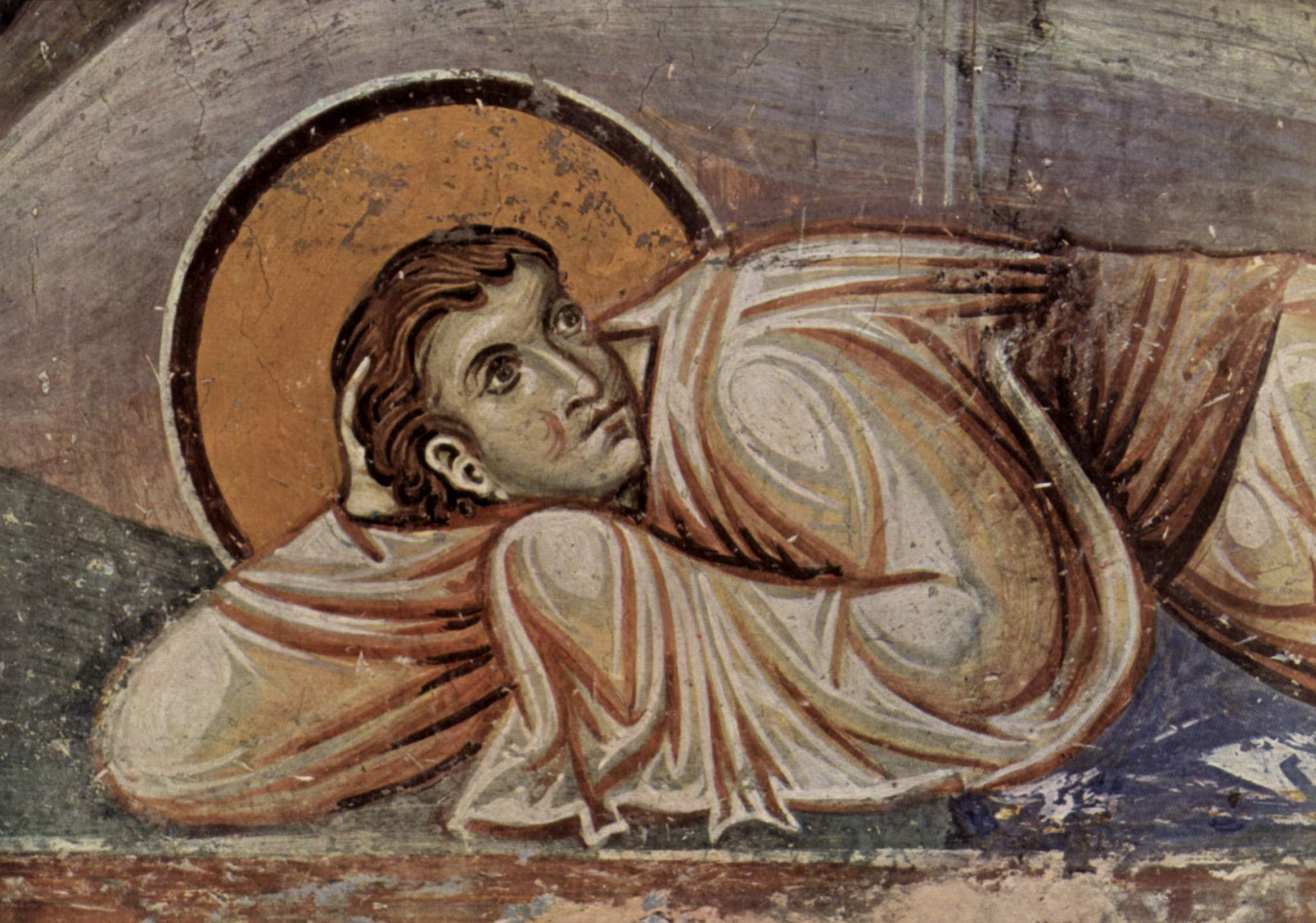
Les fresques de l'église de Nerezi, en Macédoine, datent du XII et préfigurent la Renaissance italienne.

- Les fresques d'une des villas gallo-romaines de Plassac sont caractéristiques du troisième style pompéien du premier tiers du Ier siècle.

Sont connues comme les plus anciennes peintures murales du médiévales et Renaissance de France et d'Europe :
- les fresques de l'église carolingienne de Saint-Pierre-les-Églises près de Chauvigny dans la Vienne (VIIIe siècle) , qui sont peut-être les plus anciennes peintures murales de l'Europe médiévale avec les autres peintures murales carolingiennes d'Auxerre, de Müstair en Suisse et de Malles (Saint-Benoît de Malles (it)) en Haut-Adige ;
- les peintures ou fresques sur le tombeau de saint Junien en l'abbaye de Nouaillé-Maupertuis (VIIIe siècle) ;
- les martyres de saint Savin et saint Cyprien à l'église abbatiale du XIe siècle de Saint-Savin-sur-Gartempe dans la Vienne près de Poitiers dans le plus grand ensemble de fresques de France, de ce fait classé au Patrimoine mondial de l'humanité de l'UNESCO en 1984 ;
- Le Christ cavalier, roi des rois ou cavalier de l'Apocalypse de saint Jean dans une crypte du XIe siècle sous la cathédrale Saint-Étienne d'Auxerre ;
- les fresques de l'église Saint-Panteleimon de Nerezi, en Macédoine, datent du XIIe siècle et préfigurent le travail des primitifs italiens par l'émotion qu'elles dégagent ;
- les fresques de la vie de saint François à Assise de Giotto dans l'église supérieure de la basilique Saint-François d'Assise, et dans la chapelle des Scrovegni de l'église de l'Arena à Padoue, (fin du XIIIe et début du XIVe siècle), classées sur la liste du patrimoine mondial de l'UNESCO ;
- les fresques du XIIIe siècle de l'église Saint-Austremoine d'Issoire qui sont un des rares exemples de la technique a fresco de la période romane en Auvergne[8] ;
- les fresques de l'histoire de la Vraie Croix de Piero della Francesca dans l'église Saint-François à Arezzo (XVe siècle) ;
- les fresques des voûtes et la fresque du jugement dernier peintes par Michel-Ange pour la chapelle Sixtine au Vatican (XVIe siècle).

### Fresque maya
En 2013, au nord du Guatemala, sur le site archéologique de La Blanca, près des frontières du Mexique et du Belize, on découvre la première fresque maya connue à ce jour. La technique utilisée s'apparente aux fresques dites a fresco de la Renaissance européenne. Elle est datée du VIIIe siècle.

## Technique de la fresque

### La création du mortier
Le mortier, d'une épaisseur de 5 à 6 cm, est également appelé arriccio.
Sur un mur, sain et robuste, l'artiste prépare un mortier à base de chaux et de sable, qu'il étale par la suite en le laissant rugueux (d'où son nom arriccio). Le choix de la chaux comme mortier n'est pas seulement dû à ses qualités artistiques, mais à ses grandes capacités de conservation des pigments.
L'enduit est constitué de sable (silice) et de chaux en proportions variables (on ajoute plus ou moins de chaux en fonction de la finesse voulue pour l'enduit). La dernière couche est constituée à parts égales de chaux et de sable (c'est la couche la plus lisse et la plus fine).
On fait généralement trois couches d'enduit successives. Chaque pose doit être séparée de quelques heures dans un ordre décroissant de temps. La première couche doit être faite plusieurs jours avant le départ de la peinture, la seconde la veille et la dernière en moyenne 12 h avant. La période, pendant laquelle l'artiste peut peindre, se situe sur un intervalle très court de quelques heures.

### L'esquisse
Après séchage, l'artiste esquisse au charbon de bois la figure voulue (la méthode du spolvero est souvent utilisée). Puis à l'aide d'ocre et de sinopia (couleur à base de terre rouge), l'artiste ombre et précise les contours.

### Préparation de l'enduit
L'enduit est une couche d'environ 5 mm appelée intonaco.
Après avoir esquissé la figure voulue, l'artiste applique sur l'arriccio sec (chaux totalement carbonatée), mais profondément humidifié au préalable, l'intonaco, enduit à base de chaux aérienne, lissé à la truelle (longue et fine appelée « langue de chat »). C'est lui qui recevra les tons de couleurs, d'où intonaco. L'artiste doit prévoir la quantité suffisante à une journée de travail (cette surface entre 1 et 4 m2 est appelée giornata). En effet, la peinture doit être réalisée sur l'enduit encore frais. La préparation de la chaux est complexe, car différente suivant la couche à enduire et doit être travaillée à la main et non au moyen d'une bétonnière. L'utilisation d'une gâche est alors obligatoire.
Si la surface à peindre est importante, il est indispensable que les maçons et peintres travaillent ensemble, mais dans des sections séparées du mur. C'est le maçon qui en général indique au peintre que le mortier est prêt et la technique pour le déterminer est simple, mais repose uniquement sur l'expérience de celui-ci ; le mortier doit encore être humide et ne plus coller au doigt ; la peinture pourra alors recouvrir le mortier sans trop le pénétrer pour perdre de son intensité, on dit que le mortier est « amoureux ».

### La peinture

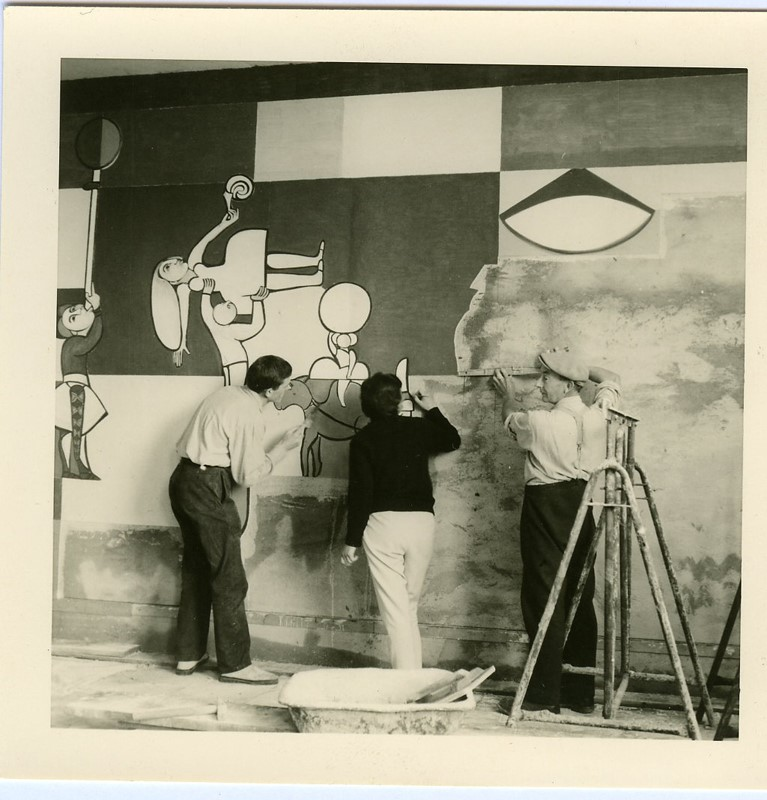
Fresque en cours de réalisation.

La peinture est préparée à l'aide de pigments naturels tels que les oxydes métalliques ou des terres. La préparation de pigments naturels se fait par pilage des cristaux et mélange avec de l'eau de chaux. L'eau de chaux est l'excès d'humidité qui se dégage de la chaux qui a été préalablement mise au repos. La peinture à fresque demande des pigments spécifiques, tout pigment utilisé pour la peinture a secco (à sec) ne convient pas toujours au procédé a fresco. Ceci explique que certains morceaux colorés disparaissent plus vite que d'autres (et le noircissement de certaines des fresques de Saint-François-d'Assise, pour lesquelles le peintre a utilisé du blanc de plomb)…
Les pigments réagissent avec la chaux et pénètrent en profondeur tant que le mélange n'est pas encore sec (chaque zone est appelée giornata, car elle devait être pigmentée dans la journée). Ce procédé ne permet pas de faire de grandes surfaces au départ.
La peinture s'effectue rapidement, le peintre est adroit et précis, chaque erreur est le plus souvent irréparable. La peinture est le plus généralement commencée en haut à droite de la surface peinte afin que les coulures et les éclaboussures ne détériorent pas le travail déjà effectué.
Auparavant le peintre effectue une première couche de peinture au verdaccio ombrant et entourant les esquisses réalisées au préalable sur l'ariccio. Il peut également reporter son dessin préparatoire à l'aide de deux techniques :
- le poncif (les grandes lignes du travail, dessinées sur feuille, sont percées de petits trous au travers desquels on fait passer l'ocre contenu dans une poncette) ;
- le calque gravé (les grandes lignes du calque sont reportées par gravure sur l'intonaco).

### La «sculpture à fresque»
Ce terme a été employé (notamment par l'architecte Roger-Henri Expert) à propos d'une technique utilisée à partir de 1926 par le sculpteur Carlo Sarrabezolles. Il s'agit de taille directe dans un béton encore frais (environ 12 heures de prise), ce qui demande une grande rapidité d'exécution. Cette technique a été utilisée par d'autres sculpteurs, mais assez rarement. Elle est particulièrement bien adaptée à l'architecture.
Robert Lesbounit possédait sa propre technique et ses œuvres exécutées à l’église Saint-Jacques-le-Majeur de Montrouge sont inscrites à l'inventaire supplémentaire des monuments historiques depuis le 4 avril 2006, en totalité.

## Galerie

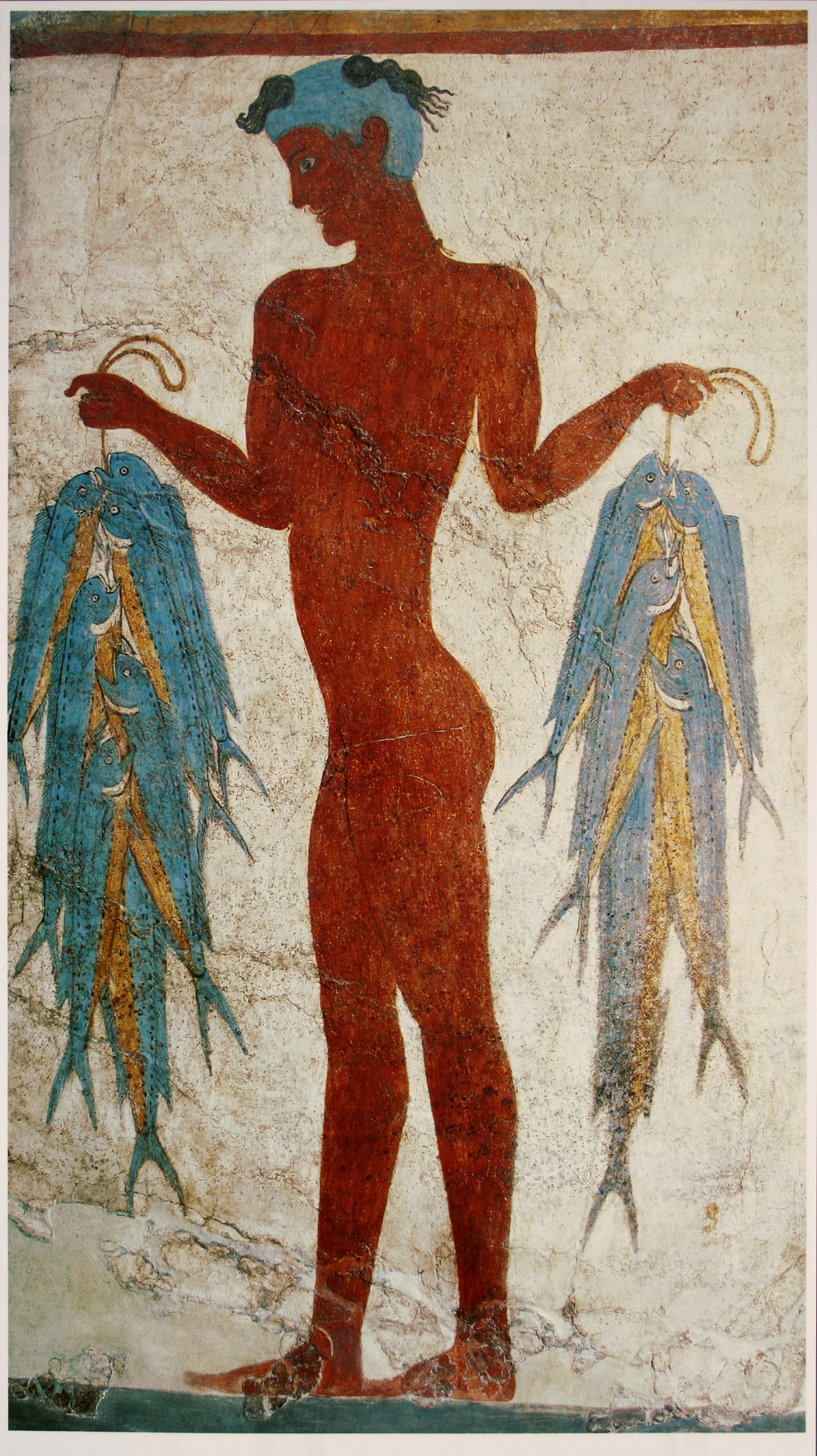
Pêcheur, Akrotiri, Santorin, Grèce, env. 1640–1600 av. J.C.
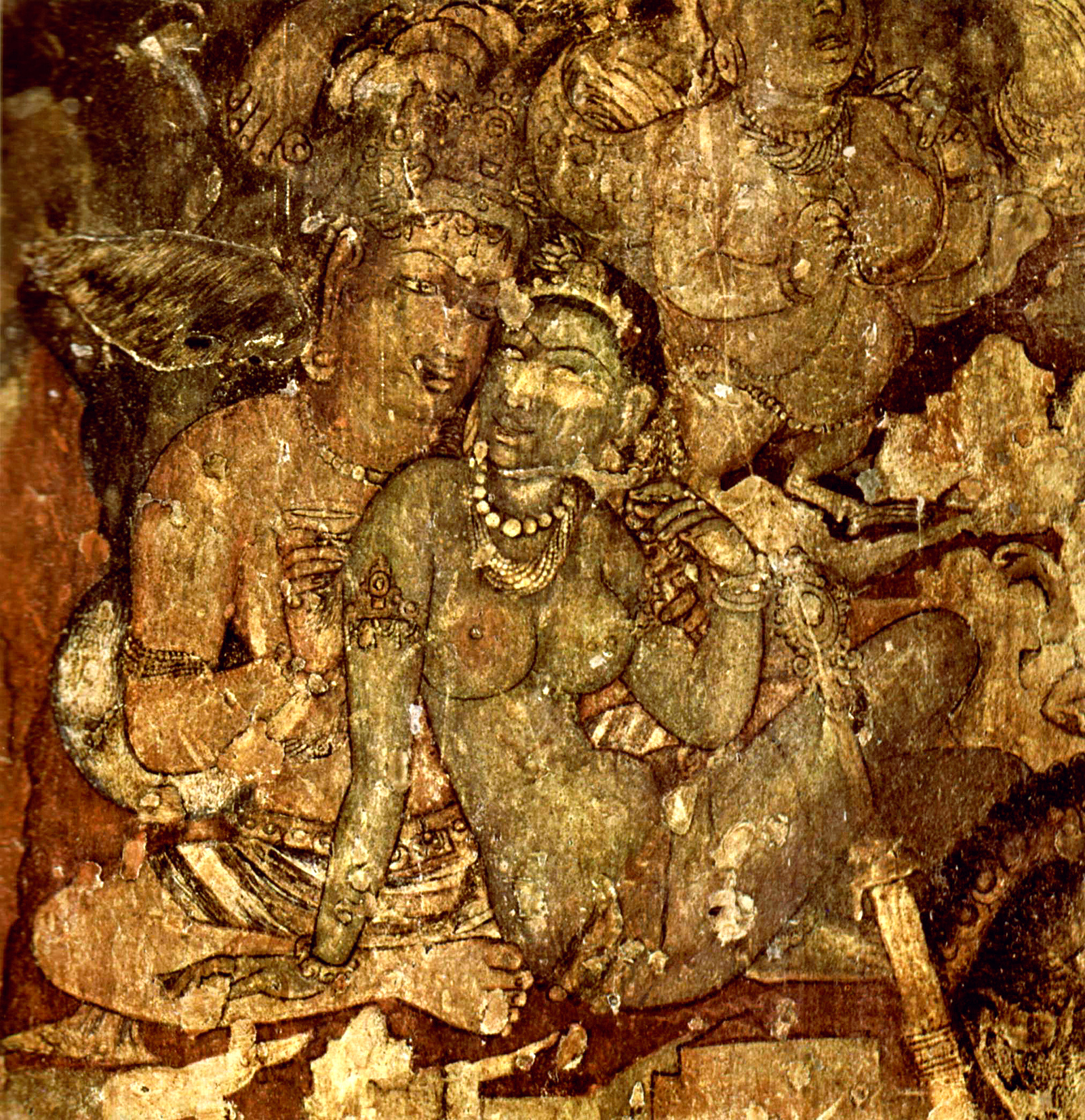
Couple princier. Ajanta, Inde, fin du Ve s., caverne 1, mur est.
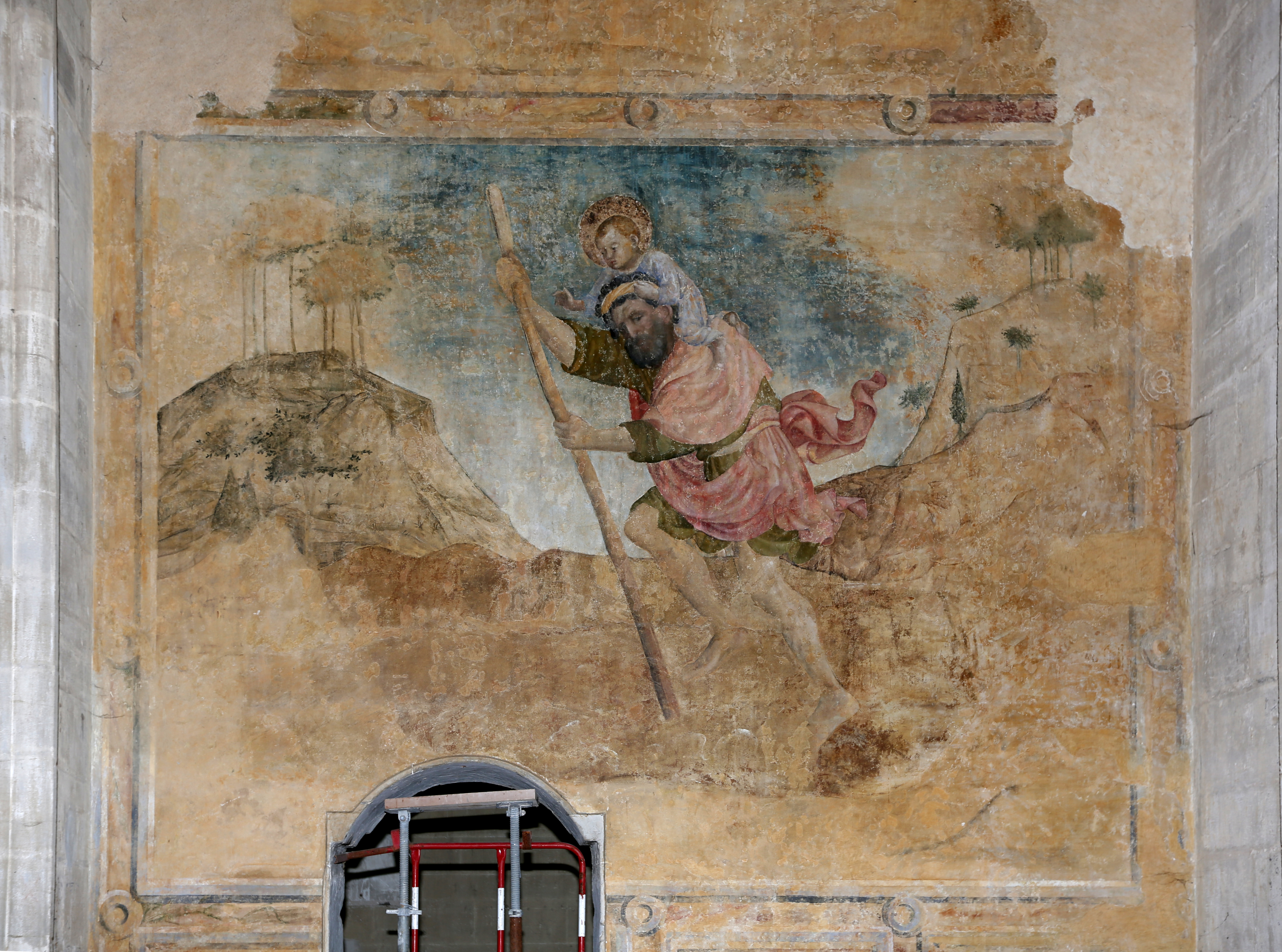
« Géant débonnaire Saint Christophe portant l’enfant Jésus. » Abbatiale de Saint-Antoine l'Abbaye, Isère, France, XVe s.
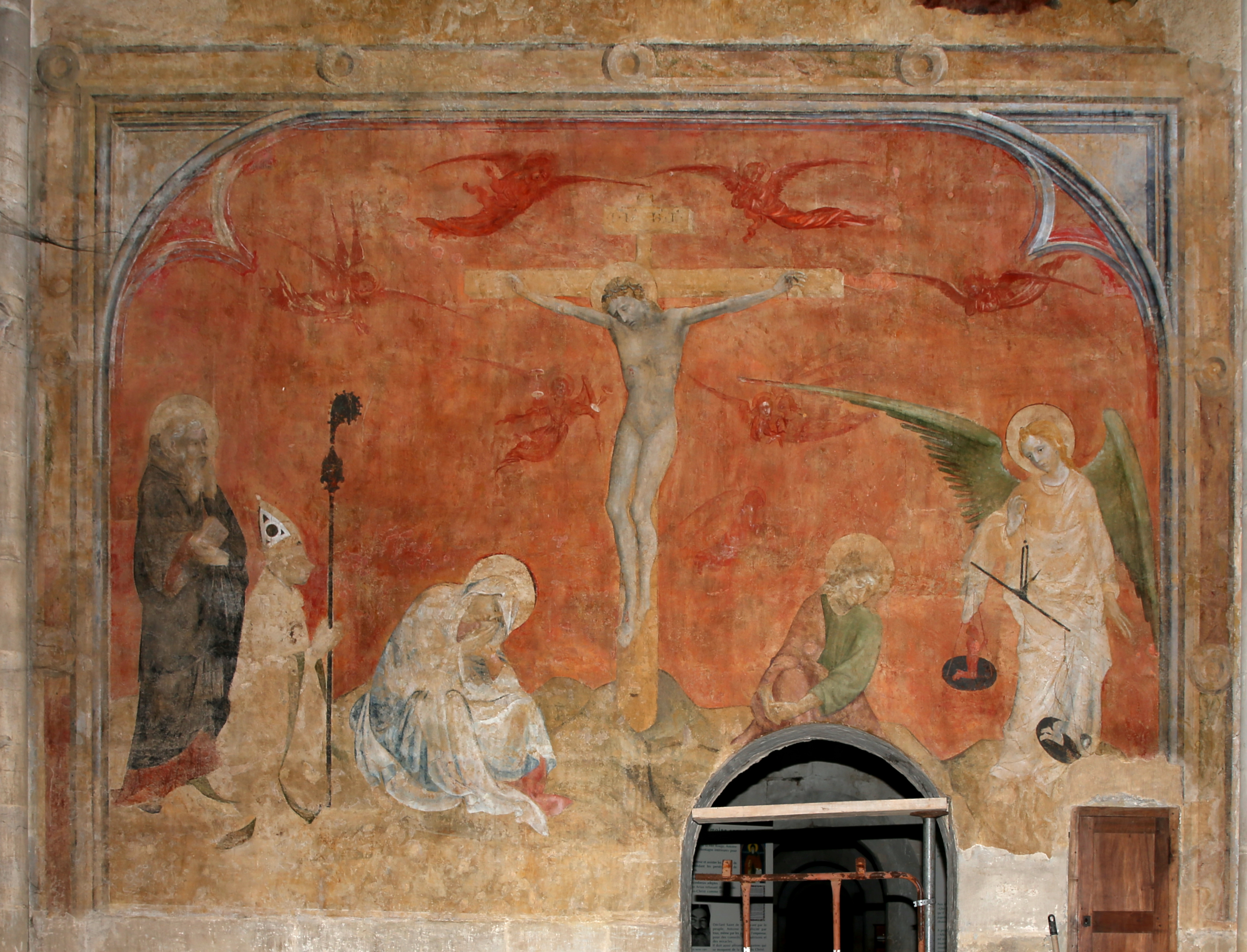
À gauche, Antoine le Grand, crucifixion avec la Vierge et saint-Jean, à droite, l'archange Michel. Abbatiale de Saint-Antoine l'Abbaye, Isère, France, XVe s.